# Deputazione di storia patria per il Friuli
La Deputazione di Storia Patria per il Friuli è una associazione storico-scientifica con sede a Udine. Esiste dal 1918, quando si distaccò dalla sezione veneta fondendosi con la Società storica friulana, fondata nel 1911 da Pier Silverio Leicht.

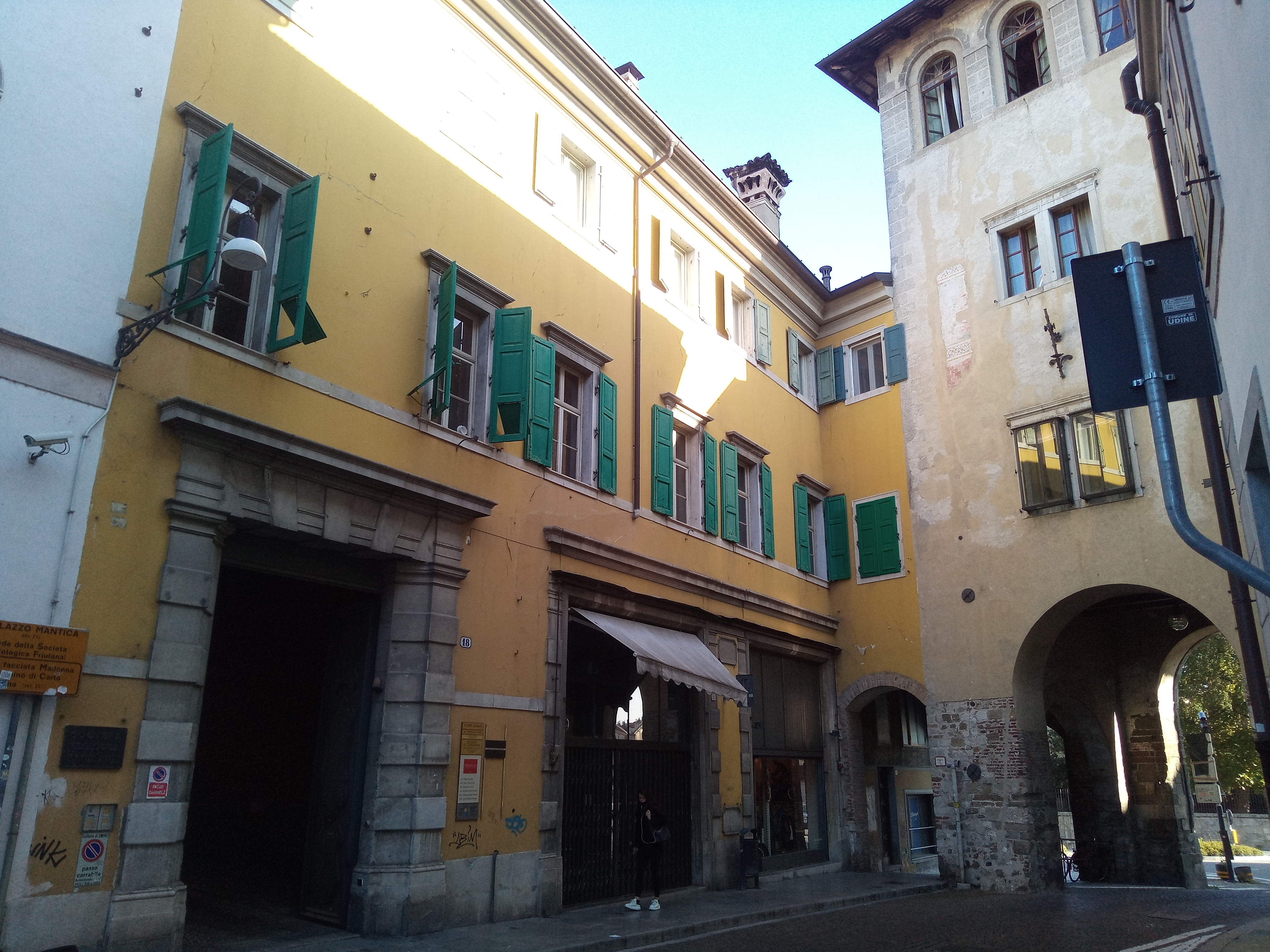
Palazzo Mantica a Udine, sede della Deputazione

## Compiti istituzionali
Il suo compito, fin dalla fondazione, è quello di «raccogliere e pubblicare, per mezzo della stampa, studi storici, cronache, statuti e documenti diplomatici ed altre carte, che siano particolarmente importanti per la storia civile, militare, giuridica, economica ed artistica» del Friuli. Fornisce inoltre un parere tecnico alla Prefettura territorialmente competente, così come le altre Deputazioni d'Italia, nell'attività di intitolazione di aree o luoghi pubblici (o loro variazione di nome), nonché per l’approvazione di targhe e monumenti commemorativi.

## Membri
La Deputazione si compone di 20 deputati effettivi, a cui si aggiunge un numero di deputati emeriti, soci corrispondenti nazionali ed esteri non limitato dall'atto costitutivo. Presidente è stato fino al 2022 Giuseppe Bergamini, cui è succeduto Andrea Tilatti.

## Sedi
Attuale sede della Deputazione è Palazzo Mantica, prestigiosa dimora udinese risalente al XVI secolo, in spazi condivisi con la Società Filologica Friulana.

## Attività
Ogni anno la Deputazione organizza un convegno in una località delle tre provincie friulane. Dal 2017 coordina una rete di associazioni culturali di Udine, Pordenone e Gorizia all'interno del progetto Identità culturale del Friuli. Nel 2023 stipula un accordo con l'ateneo udinese per favorire la realizzazione di progetti comuni nel settore della ricerca storica e di eventi e pubblicazioni.

## Pubblicazioni
Una volta l'anno, la Deputazione pubblica la rivista «Memorie Storiche Forogiuliesi», che esce con questo nome dal 1907 (variando l'originale «Memorie Storiche Cividalesi» nata nel 1905). Inoltre la collana «Monumenti storici del Friuli» e varie altre monografie/miscellanee su tematiche inerenti al Friuli storico.